# Bosgeitantilopen
De bosgeitantilopen (Nemorhaedini) vormen een tribus van gemsachtige hoefdieren uit de onderfamilie der bokken, die weer behoort tot de familie der holhoornigen. 
De tribus bestaat uit twee geslachten en tien soorten: vier gorals en zes bosgemzen.

## Gorals
Gorals komen voor op rotsachtige hellingen in de hooggebergten van Azië.
Ze wegen 25-40 kg en worden 80-130 cm lang. Ze hebben korte, achterwaarts gerichte hoorns en hun vachtkleur varieert van lichtgrijs tot donkerbruin-rood, met vaak lichtere onderdelen en een donkere streep over de rug. Ze bezitten een wollige ondervacht, bedekt door grove, langere haren, die bescherming vormen tegen het koude klimaat.
De vrouwtjes bezitten vier functionele tepels in tegenstelling tot geiten en schapen die er slechts twee bezitten.

## Bosgemzen
Bosgemzen komen net als hun kleinere verwanten, de gorals, ook voor op rotshellingen, zij het op lagere hoogten.
In tegenstelling tot de gorals bezitten bosgemzen glandulae praeorbitales, die gebruikt worden om hun territorium te markeren. Beide geslachten bezitten een sik en achterwaarts gerichte kleine hoorns.
Fossiele bosgemsachtige dieren zijn bekend uit het late Plioceen (2 tot 7 miljoen jaar geleden). Deze vroege vormen worden vaak aanzien als de voorvaderen van de andere geslachten van de Caprinae.

## Taxonomie
Er zijn twee geslachten, Naemorhedus (de gorals) en Capricornis (de bosgemzen). Beide geslachten worden soms tot hetzelfde geslacht gerekend, Naemorhedus.
- Geslacht Naemorhedus (gorals) 
  - Naemorhedus baileyi (rode goral)
  - Naemorhedus caudatus (langstaartgoral)
  - Naemorhedus griseus (Chinese goral)
  - Naemorhedus goral (Himalayagoral)
- Geslacht Capricornis (bosgemzen)
  - Capricornis crispus (Japanse bosgems)
  - Capricornis sumatraensis (Sumatraanse bosgems)
  - Capricornis swinhoei (Taiwanese bosgems)
  - Capricornis milneedwardsii (Chinese bosgems)
  - Capricornis rubidus (rode bosgems)
  - Capricornis thar (Himalayabosgems)